# Carensdag
De carensdag (soms ook carenzdag geschreven) was in België de eerste dag dat een werknemer, onder het arbeidersstatuut, ziek werd en thuis bleef.
De arbeider werd daarvoor niet altijd vergoed. Dit was een belangrijk verschilpunt met het bediendenstatuut. Bij bedienden gold en geldt het gewaarborgd maandloon.
De bedoeling was dat de carensdag als een rem op veelvuldig kortdurend verzuim werkt.

## Ongrondwettig
In het arrest van 7 juli 2011 oordeelde het Grondwettelijk Hof dat het verschil in behandeling tussen arbeiders en bedienden, o.a. met betrekking tot de carensdag, in strijd is met het grondwettelijk gelijkheidsbeginsel (art. 10 Belgische Grondwet). De wetgever kreeg twee jaar de tijd (tot 8 juli 2013) om deze discriminatie weg te werken.

## Afschaffing
Tijdens de onderhandelingen over het afschaffen van de verschillen tussen het arbeiders- en bediendenstatuut werd de carensdag op 1 januari 2014 afgeschaft. In de plaats kwamen er meer controles om misbruik tegen te gaan. De werkgever zou bijvoorbeeld in het arbeidsreglement of een collectieve arbeidsovereenkomst kunnen laten opnemen dat zieke werknemers minimum vier uur per dag moeten thuisblijven, zodat het gemakkelijk wordt voor een controlearts om controles uit te voeren. Deze maatregel werd ontwikkeld als compensatie voor de werkgevers voor het wegvallen van de carensdag.